# Sphingonotus angulatus
Sphingonotus angulatus är en insektsart som beskrevs av Boris Petrovich Uvarov 1922. Sphingonotus angulatus ingår i släktet Sphingonotus och familjen gräshoppor. Inga underarter finns listade i Catalogue of Life.